# Zbiór Vitalego
Zbiór Vitalego – podzbiór zbioru liczb rzeczywistych, który nie jest mierzalny w sensie Lebesgue’a. Konstrukcję zbioru (wymagającą założenia aksjomatu wyboru) podał Giuseppe Vitali w 1905 i pokazał, że nie istnieje dla tego zbioru miara Lebesgue’a – miara, która jest niezmiennicza na przesunięcia, przyjmująca niezerowe i skończone wartości na przedziałach {\displaystyle [a,b]} i określona na rodzinie wszystkich podzbiorów prostej rzeczywistej.

## Konstrukcja
Niech {\displaystyle \lambda } oznacza miarę Lebesgue’a w zbiorze liczb rzeczywistych. W przedziale [0,1] można określić relację {\displaystyle \sim } w następujący sposób:
{\displaystyle x\sim y} wtedy i tylko wtedy, gdy {\displaystyle x-y} jest liczbą wymierną.
Relacja ~ jest relacją równoważności. Klasy abstrakcji tej relacji są rozłącznymi podzbiorami [0,1]. Aksjomat wyboru gwarantuje istnienie zbioru {\displaystyle V,} który ma dokładnie jeden element wspólny z każdą klasą abstrakcji. Każdy zbiór o takiej własności nazywany jest zbiorem Vitalego.
Jeśli {\displaystyle V} jest zbiorem Vitalego, to:
- różnica dowolnych dwóch różnych elementów tego zbioru jest liczbą niewymierną, skąd
- {\displaystyle (V+q)\cap (V+q')=\varnothing } dla każdych dwóch różnych liczb wymiernych {\displaystyle q,\,q'.}

Oznacza to, że rodzina
{\displaystyle {\mathcal {V}}=\{V+q\colon q\in [-1,1]\cap \mathbb {Q} \}}
jest przeliczalna i składa się ze zbiorów parami rozłącznych. Gdyby {\displaystyle V} był zbiorem mierzalnym, to każdy ze zbiorów postaci {\displaystyle V+q} byłby zbiorem mierzalnym oraz zbiory te byłyby tej samej miary (miara Lebesgue’a jest niezmiennicza na przesunięcia). Oznaczałoby to, że {\displaystyle \bigcup {\mathcal {V}}} jest zbiorem mierzalnym oraz
{\displaystyle 1\leqslant \lambda {\Big (}\bigcup {\mathcal {V}}{\Big )}\leqslant 3}
ponieważ
{\displaystyle [0,1]\subseteq \bigcup {\mathcal {V}}\subseteq [-1,2].}
{\displaystyle V} nie może być więc miary zero, bo wówczas
{\displaystyle \lambda {\Big (}\bigcup {\mathcal {V}}{\Big )}=0,}
{\displaystyle V} nie może być również zbiorem miary dodatniej, bo wówczas
{\displaystyle \lambda {\Big (}\bigcup {\mathcal {V}}{\Big )}=\infty ,}
co w sumie prowadzi do sprzeczności.
Argument przedstawiony powyżej wykazuje, że jeśli przyjmiemy aksjomat wyboru, to na prostej istnieją zbiory niemierzalne w sensie Lebesgue’a, niemniej jednak zbiory takie w żadnym sensie nie są konstruowalne. Czasami używa się jednak zwrotu „konstrukcja zbioru Vitalego” w znaczeniu „definicja takich zbiorów”.